# Жалаулы (Алматинская область)
Жалаулы́ (каз. Жалаулы) — село в Кегенском районе Алматинской области Казахстана. Входит в состав Узынбулакского сельского округа. Код КАТО — 195873300.

## Население
В 1999 году население села составляло 883 человека (451 мужчина и 432 женщины). По данным переписи 2009 года в селе проживало 810 человек (423 мужчины и 387 женщин).